# Nomada piliventris
Nomada piliventris là một loài Hymenoptera trong họ Apidae. Loài này được Morawitz mô tả khoa học năm 1877.